# Directa al corazón
Directa al corazón (título original: Touched) es un telefilme estadounidense de drama de 2014, dirigido por Bradford May, escrito por Gina Van Name y Nate Atkins, musicalizado por Stephen Graziano, en la fotografía estuvo James W. Wrenn y los protagonistas son Doris Roberts, Rachael Carpani y Ernie Hudson, entre otros. Este largometraje fue producido por Larry Levinson Productions y se estrenó el 4 de octubre de 2014.

## Sinopsis
Norma, una escritora de novelas, está enferma de cáncer. Emma, su enfermera, está realizando un tratamiento secreto del que nadie debe enterarse. Durante el tratamiento, para que Norma se sienta feliz, la deja que finalice sus obras.